# Nổ súng tại Fort Hood
Vụ nổ súng tại Fort Hood là một sự kiện xả súng bừa bãi diễn ra ngày 5 tháng 11 năm 2009, tại Fort Hood, nằm bên ngoài Killeen, Texas, căn cứ quân đội Hoa Kỳ đông người nhất trên thế giới. Một tay súng nã đạn tại Trung tâm Lính Sẵn sàng, giết chết 13 người và làm bị thương 30 người khác.
Tay súng bị cáo buộc, Thiếu tá Nidal Malik Hasan, một bác sĩ tâm thần của Quân đội Hoa Kỳ, bị các cảnh sát viên dân sự bắn hạ và bị thương nặng. Hasan là một người Mỹ gốc người Hồi giáo Palestine. Sau vụ việc, Hasan đã nhập viện, lúc đầu nằm trên một cửa thông gió, và đến ngày 9/11 đã tỉnh dậy và nói được. Ông bị giữ dưới sự canh chừng nghiệm ngặt và được điều trị tại một khu vực không được tiết lộ của Trung tâm Pháp y Quân đội Brooke tại Fort Sam Houston ở San Antonio, Texas. Ngày 12/11, ông bị buộc 13 tội danh giết người cố ý và có thể đối mặt với thêm vài tội danh tại tòa án quân sự. Vụ giết người hàng loạt này được coi là trầm trọng nhất trong lịch sử Hoa Kỳ tại một trại lính.

## Bác sĩ quân y nã súng ở trại lính

Địa điểm những nơi đóng quân của Fort Hood tại Quận Bell, Texas

Vụ nổ súng xảy ra khoảng 1 giờ 30 chiều, khi người ta nghe thấy tiếng súng nổ ở trung tâm có tên "Soldier Readiness Center" là nơi các binh sĩ chuẩn bị được đưa ra chiến trường hoặc vừa trở về đến khám sức khỏe. Theo lời Trung tướng Bob Cone tại trại Fort Hood, "đây thật là một thảm họa. Thật khủng khiếp."
Căn cứ Fort Hood nằm giữa Austin và Waco tại Texas, có khoảng 52.000 quân nhân đồn trú và là trại thiết giáp lớn nhất Hoa Kỳ. Thiếu tá bộ binh Nidal Malik Hasan nổ súng khi sắp được chuyển đi ngoại quốc. Có hai binh sĩ khác bị tạm giữ ngay sau khi xảy ra vụ nổ súng nhưng được thả ra.

### Nữ cảnh sát bắn hạ hung thủ

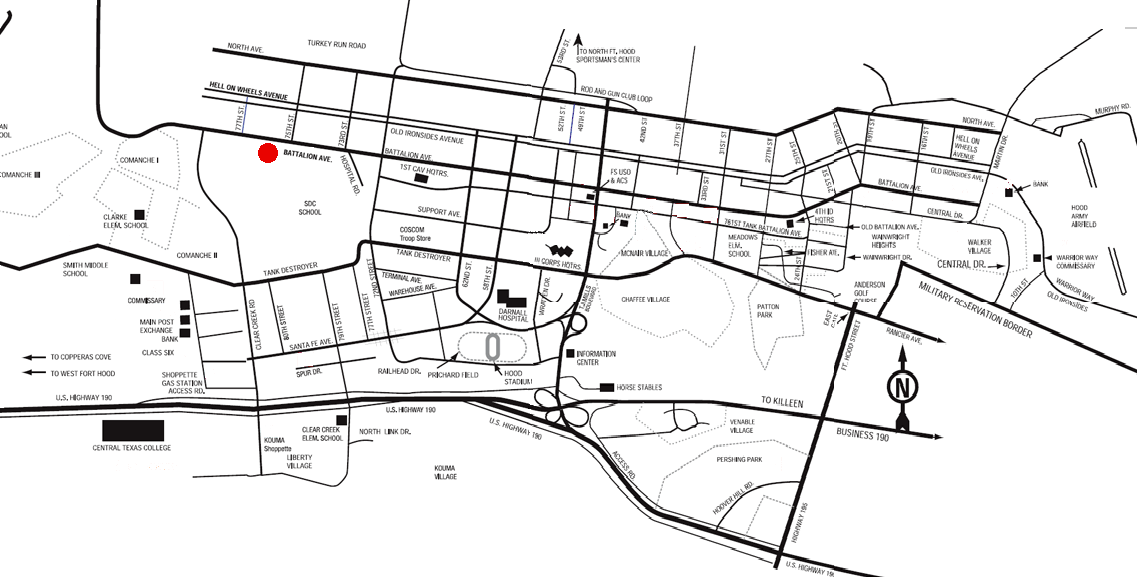
Bản đồ Fort Hood. Chấm đỏ tượng trưng địa điểm của Trung tâm Lính Sẵn sàng (Soldier Readiness Processing Center), nơi xảy ra vụ nổ súng

Người hùng đã bắn hạ được Hasan là một nữ cảnh sát dân sự. Trung sĩ Kimberly Munley, 34 tuổi, đang đem xe đi sửa thì nghe máy thu thanh cảnh sát báo tin có kẻ đang nổ súng vào mọi người trong tại Fort Hood. Cô phóng xe đến trại và nhận thấy hung thủ cầm khẩu súng lục rượt theo một quân nhân bị thương bên ngoài một tòa nhà. Nhảy ra khỏi xe, Munley rút súng tiến về phía hung thủ. Mặt đối mặt chạy tới nhau, hai đối thủ cùng nổ súng và đều trúng đạn ngã gục. Trung sĩ Munley bị đạn ở cả hai đùi và một phát vào cườm tay phải. Được đưa vào bệnh viện cấp cứu trong tình trạng cô coi là ổn định. Thiếu tá Hasan trúng thương với 4 phát đạn và cũng được mang tới bệnh viện.
Chuck Medley, trưởng ban an ninh khẩn cấp tại căn cứ nói Kimberly Munley nhập ngũ năm 2000, tới tháng 1 năm 2008 được chuyển qua lực lượng cảnh sát dân sự. Cô là một chuyên viên vũ khí thuộc toán cảnh sát đặc biệt SWAT và được huấn luyện đầy đủ kể cả chiến thuật tác xạ di động như tình huống vừa xảy ra. Không rõ có phải tất cả thương tích ở Hasan đều do khẩu súng của Munley hay còn từ nơi khác, nhưng điều chắc chắn Munley là người đầu tiên bắn vào hung thủ và hành động dũng cảm của cô đã chấm dứt được vụ tàn sát không có thêm nạn nhân khác.

## Thương vong
Trong số 43 thương vong gồm 13 người chết (12 quân nhân; 1 trẻ chưa sinh; 1 nhân viên dân sự); 30 người khác với vết thương do đạn bắn phải nhập viện.

### Thiệt mạng
13 người bị giết là:
| Tên                    | Tuổi | Quê nhà                  | Chức vụ              |
| ---------------------- | ---- | ------------------------ | -------------------- |
| Michael Grant Cahill   | 62   | Spokane, Washington      | Bác sĩ trợ lý dân sự |
| L. Eduardo Caraveo     | 52   | Woodbridge, Virginia     | Thiếu tá             |
| Justin Michael DeCrow  | 32   | Plymouth, Indiana        | Trung sĩ             |
| John P. Gaffaney       | 56   | Serra Mesa, California   | Đội trưởng           |
| Frederick Greene       | 29   | Mountain City, Tennessee | Chuyên gia           |
| Jason Dean Hunt        | 22   | Tipton, Oklahoma         | Chuyên gia           |
| Amy Sue Krueger        | 29   | Kiel, Wisconsin          | Trung sĩ             |
| Aaron Thomas Nemelka   | 19   | West Jordan, Utah        | Binh nhất            |
| Michael S. Pearson     | 22   | Bolingbrook, Illinois    | Binh nhất            |
| Russell Gilbert Seager | 51   | Racine, Wisconsin        | Đội trưởng           |
| Francheska Velez ‡     | 21   | Chicago, Illinois        | Binh nhất            |
| Juanita L. Warman      | 55   | Pittsburgh, Pennsylvania | Trung tá             |
| Kham See Xiong         | 23   | Saint Paul, Minnesota    | Binh nhất            |

‡ Francheska Velez đang mang thai nghén khi qua đời.

## Hung thủ

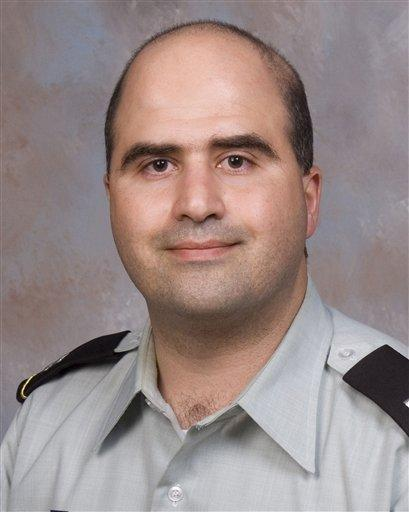
Nidal Hasan năm 2007

Thiếu tá Hasan, 39 tuổi người Mỹ gốc Palestine, là một bác sĩ tâm thần tại bệnh viện quân đội Walter Reed trong sáu năm trước khi thuyên chuyển về căn cứ Fort Hood vào tháng 7/2009. Những người biết về hồ sơ của Thiếu tá Hasan nói rằng khi còn ở Walter Reed ông bị cho điểm thấp về khả năng làm việc. Bác sĩ Thiếu tá Hasan sinh ra ở Virginia, độc thân, không có con. Ông tốt nghiệp cử nhân sinh hóa trường Đại học Bách khoa Virginia năm 1997. Ông đậu bằng bác sĩ từ trường đại học quân y Uniformed Services University of the Health Sciences ở Bethseda, Maryland năm 2001. Hasan trải qua các chương trình nội trú, chuyên khoa và hậu chuyên khoa ở bệnh viện Walter Reed. Giới hữu trách tìm hiểu xem có phải Hasan là tên khai sinh hay ông đã đổi họ tên như một số người khi cải sang đạo Hồi. Nghị sĩ Liên bang Kay Bailey Hutchison nói viên thiếu tá này sắp được đưa đi phục vụ ở ngoại quốc, dù không biết là ông sang nước nào ở Trung Đông và khi nào lên đường. Nghị sĩ Hutchison nói bà nghe tin này từ các tướng lãnh ở Fort Hood.

## Điều tra
Tổng thống Barack Obama ra lệnh mở một cuộc duyệt xét mọi tin tình báo liên quan đến Hasan và liệu các thông tin có được chia sẻ và hành động thích đáng giữa các cơ quan chính phủ hay không. Các thành viên tại Quốc hội, đặc biệt là Dân biểu Peter Hoekstra ở Michigan, đảng viên Cộng hòa hàng đầu trong Ủy ban Tình báo Hạ viện, kêu gọi mở một cuộc điều tra đầy đủ về những gì mà các cơ quan hay biết về những liên lạc của Hasan với một giáo sĩ Hồi giáo quá khích và những người khác mà Hoa Kỳ lưu tâm, và các cơ quan này đã làm gì với những thông tin đó. Vào giữa tháng 11, Hoekstra xác nhận rằng chính phủ có hay biết về 10 tới 20 thư điện tử giữa Hasan và một giáo sĩ quá khích, khởi sự vào tháng 12/2008. Một lực lượng đặc nhiệm hỗn hợp chống khủng bố do FBI chỉ huy từ cuối năm 2008 biết được các giao dịch của Hasan với giáo sĩ này, vốn khuyến khích các tín đồ Hồi giáo hãy giết quân nhân Hoa Kỳ ở Iraq. FBI nói rằng lực lượng đặc nhiệm nói trên không chuyển giao tin tức về Hasan lên giới chức cao hơn vì tin rằng Hasan không liên hệ đến khủng bố.
Ngày 14 tháng 11 năm 2009, Tổng thống Obama kêu gọi Quốc hội hãy trì hoãn cuộc điều tra cho đến khi nào giới hữu trách liên bang và quân đội hoàn tất cuộc điều tra của họ về vụ nổ súng. Trong chuyến công du châu Á kéo dài 8 ngày, Tổng thống Obama cũng không quên vấn đề ở Hoa Kỳ và kêu gọi các nhà lập pháp "đừng biến thảm kịch này thành một sân khấu chính trị." Ông nói những người chết nơi đây đáng được có công lý, thay vì là màn trình diễn chính trị.